# Cevher Özer
Cevher Özer (Magnesia, 24 gennaio 1983) è un cestista turco.

## Carriera
Con la Turchia ha disputato i Giochi del Mediterraneo di Almería 2005.

## Palmarès
- Coppa del Presidente: 2

Galatasaray: 2011
Beşiktaş: 2012